# ميغ غاردينر
ميغ غاردينر (بالإنجليزية: Meg Gardiner)‏‏ (15 مايو 1957 في أوكلاهوما - ) كاتِبة، وروائية من الولايات المتحدة.

## الجوائز
- جائزة إدغار

## روابط خارجية
- ميغ غاردينر على موقع IMDb (الإنجليزية)
- ميغ غاردينر على موقع ميوزك برينز (الإنجليزية)